# Liste der Monuments historiques in Blancafort (Cher)
Die Liste der Monuments historiques in Blancafort (Cher) führt die Monuments historiques in der französischen Gemeinde Blancafort auf.

## Liste der Bauwerke
| Bezeichnung               | Beschreibung                  | Standort | Kennzeichnung | Schutzstatus | Datum | Bild           |
| ------------------------- | ----------------------------- | -------- | ------------- | ------------ | ----- | -------------- |
| Ehemalige Templerkommende | Erbaut im 12. Jahrhundert     | (Lage)   | PA18000024    | Inscrit      | 1926  |                |
| Kirche St-André           | Erbaut ab dem 11. Jahrhundert | (Lage)   | PA00096651    | Inscrit      | 1926  |                |
| Schloss                   | Erbaut ab dem 15. Jahrhundert | (Lage)   | PA00096650    | Inscrit      | 1926  | weitere Bilder |

## Liste der Objekte
- Monuments historiques (Objekte) in Blancafort (Cher) in der Base Palissy des französischen Kultusministeriums